# 吳志中
吳志中，中華民國政治學家、外交官，現任外交部政務次長兼任外交及國際事務學院院長、行政院經貿談判辦公室副總談判代表
，曾任駐法国代表，兩度出任外交部政務次長，擁有巴黎第一大学政治學博士文憑。

## 早年
吳志中於1989年至1998年期間在法國巴黎求學，先後取得巴黎第一大學外交系碩士、巴黎第八大學地緣政治學系碩士、巴黎第九大学組織政治科學系碩士，以及巴黎第一大學政治學博士等。留學期間為法國外交部獎學金生，博士論文並榮獲巴黎大學政治系推薦為年度最佳論文獎。
返國後即在東吳大學從事教職，先後曾擔任政治學系專任教授及英文學系兼任教授，專長領域為地緣政治、外交史、歐盟外交政策、戰後世界局勢、法國政府與法國政治等。任教東吳大學期間，曾獲教師學術研究獎助教師獎（91學年度）、研究論著獎（94學年度）、傑出暨優良教師（98學年度）、教學優良獎（104學年度）等肯定，此外亦曾獲行政院國家科學委員會甲種研究獎勵（88學年度）。

## 從政生涯
因嫻熟國際關係與歐洲事務，吳志中曾在政府部門各大研究機構與基金會授課，或擔任不同類型之顧問職位，包括外交部全民外交事務研習班教授、教育部駐外人員外派行前研習教授、台灣醫界聯盟基金會及台灣經濟研究院歐洲事務顧問、台俄協會執行委員、國策研究院文教基金會綜合企劃部副主任、台灣國際法學會理事、台灣智庫執行委員及亞太論壇副執行秘書、台北市政府及台中市政府國際事務會委員等，並曾擔任民主進步黨國際事務部諮詢委員、新境界文教基金會外交政策小組召集人等職。
2014年，因增進台法兩國交流，獲法國總統頒授法國國家功績勳章。
2016年民主進步黨勝選後，加入林全內閣，任外交部政務次長。

### 駐法代表
2018年，吳志中轉任駐法代表，並於駐法國台北代表處的大門放上「Taiwan」門牌、掛上國旗，並在國慶晚宴邀請卡印上台灣國旗，以象徵台灣主權。
2019年新冠疫情期間，巴黎因疫情封城。吳志中與法國議員分享台灣的抗疫經驗及民主制度，受到支持。法國議員認識到世界衛生組織以台灣非會員國為由、拒絕台灣與會，於是一起提案，支持台灣參與國際組織。縱有中國大使館威脅，2021年5月，法國參議院以304比0通過挺台提案；同年11月，國民議會也壓倒性票數通過提案。這是有史以來第一次法國上下議院一致支持台灣。
在2022年南西·裴洛西訪問台灣後，兩岸關係受到矚目。吳志中接受多家媒體訪問，以流利法文應答，論點清晰，使法國人了解並開始支持台灣。
在2023年4月法國總統艾曼紐·馬克宏訪問中國的「歐洲不該因為台灣而捲入與中國的衝突」言論，使得台灣議題於法國再度受到高度注意。吳志中在政論節目「就在今夜」（C ce soir）上表示：「台灣是中國習近平想證明的一切的反面，例如COVID-19疫情期間中國試圖證明他們的制度全球最好，但台灣卻以透明度、民主措施最成功克服疫情，這也是習近平害怕的」，「然而台灣的歷史久遠多了。首先在台灣落腳的強權根本不是中國，而是歐洲。」
2024年民主進步黨勝選後，加入卓榮泰內閣，二度擔任外交部政務次長。

## 外部連結
- 東吳大學政治系-師資介紹-吳志中（页面存档备份，存于）
- 中華民國外交部-組織與職掌-政務次長-吳志中（页面存档备份，存于）
- 吳志中的Facebook專頁